# Hardwick (Minnesota)
La ville de Hardwick est située dans le comté de Rock, dans l’État du Minnesota, aux États-Unis. Sa population s’élevait à 4 745 habitants lors du recensement de 2010, estimée à 4 658 habitants en 2016.

## Histoire
Hardwick a été établie en 1892 et nommée d’après J. L. Hardwick, un responsable des chemins de fer. Elle dispose d’un bureau de poste depuis 1891. Hardwick a été incorporée en 1898.

## Source
- (en) Cet article est partiellement ou en totalité issu de l’article de Wikipédia en anglais intitulé « Hardwick, Minnesota » (voir la liste des auteurs).

1. 1 2  Warren Upham, Minnesota Geographic Names: Their Origin and Historic Significance, Minnesota Historical Society, 1920 (lire en ligne), p. 467.
2. ↑  « Rock County », Jim Forte Postal History (consulté le 6 août 2015).